# Anadolufeneri, Beykoz
Anadolufeneri là một xã thuộc huyện Beykoz, tỉnh Istanbul, Thổ Nhĩ Kỳ. Dân số thời điểm năm 2010 là 637 người.